# سان كولومبانو بلمونتي
سان كولومبانو بيلمونتي هي بلدية (مقاطعة) في مدينة تورينو الحضرية في المنطقة الإيطالية بيدمونت، وتقع على بعد حوالي 35 كيلومترا (22 ميل) شمال تورينو.
تقع سان كولومبانو بيلمونتي على حدود البلديات التالية: كورجني وكانيشيو وبراسكورانو.